# Die Sichel
Die Sichel war eine von Josef Achmann und Georg Britting von 1919 bis 1921 in Regensburg (1.–3. Jahrgang) und München (3. Jahrgang) herausgegebene Kunst- und Literaturzeitschrift des Expressionismus.

## Künstler und Autoren
Georg Britting, Oskar Maria Graf, Karl Lorenz, Rudolf Pannwitz, Anton Schnack, Friedrich Schnack, Hermann Sendelbach, Hermann Seyboth, und Marie Luise Weissmann veröffentlichten Werke der Lyrik und Prosa.
Grafische Beiträge leisteten regional und überregional bedeutende Künstler wie Josef Achmann, Oskar Birckenbach, Heinrich Campendonk, Josef Eberz, Edmund Fabry, Conrad Felixmüller, Heinrich Richter-Berlin, Otto Ritschl, Georg Schrimpf, Heinrich Stegemann, Georg Tappert, Evarist Adam Weber oder Alfred Zacharias.